# برزوی (سگ)
برزوی (به انگلیسی: Borzoi)، نام یکی از نژادهای سگ است که خاستگاه آن به روسیه بازمی‌گردد. وزن جنس نر برزوی ۷۵–۱۰۵ پوند (۳۴–۴۸ کیلوگرم) است و وزن جنس مادهٔ آن ۵۵–۹۰ پوند (۲۵–۴۱ کیلوگرم). قد جنس نر برزوی ۷۵–۸۵ سانتیمتر (۳۰–۳۳ اینچ) است و قد جنس مادهٔ آن ۶۸–۷۸ سانتیمتر (۲۷–۳۱ اینچ). برزوی در هر بار زایمان ۱ تا ۱۱ توله می‌زاید.
تا قبل از انقلاب شوروی، دربار تزاری و اشراف‌زادگان علاقه خاصی به شکار داشتند. مثلاً در مسکو که آن زمان پایتخت نبود، پارک بزرگ «ساکلنیکی» که امروزه به پارک عمومی و مجموعه نمایشگاهی تبدیل شده، محوطه ای اختصاصی برای تفریح و شکار اشراف‌زادگان بود.
سگ «بارزایا» هم به همین دلیل جایگاه خاصی داشت. همین‌طور سگ تازی که در میان روس‌ها به «بارزایا» ایرانی (Persian Borzoi) معروف است.
امروزه هر دو سگ به عنوان حیوان خانگی در روسیه نگهداری می‌شوند.
لازم به توضیح است که کبوتر بازی یکی دیگر از تفریحات رایج میان اشراف‌زادگان روس بوده.

## نگارخانه

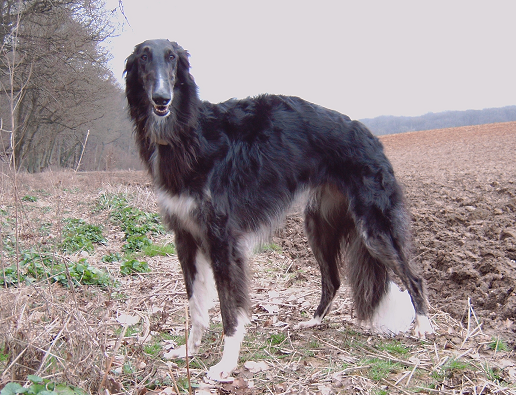
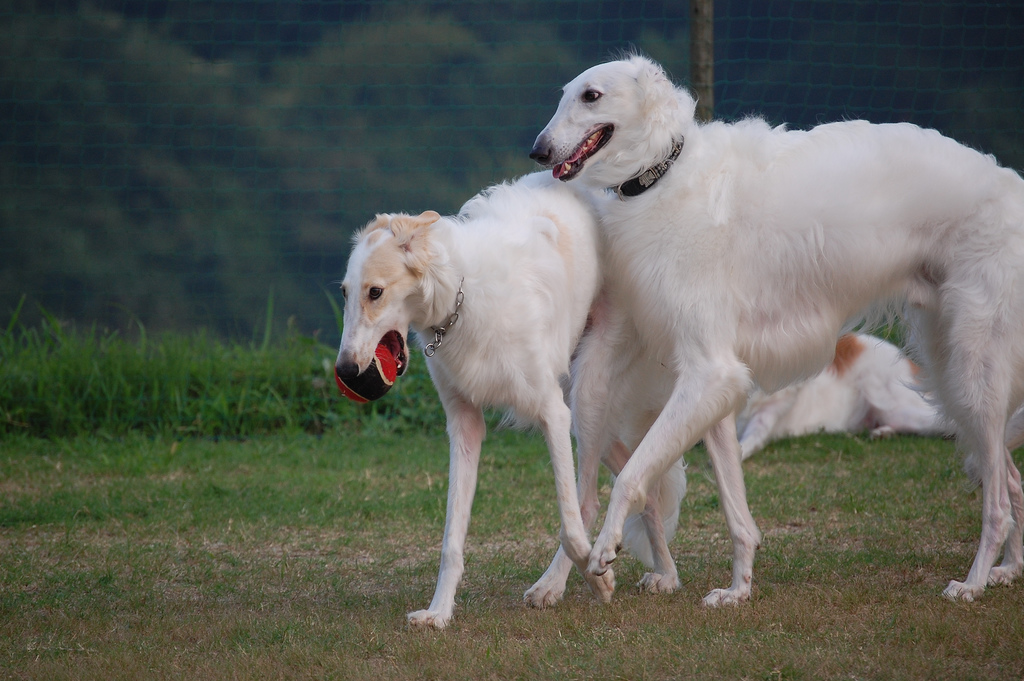
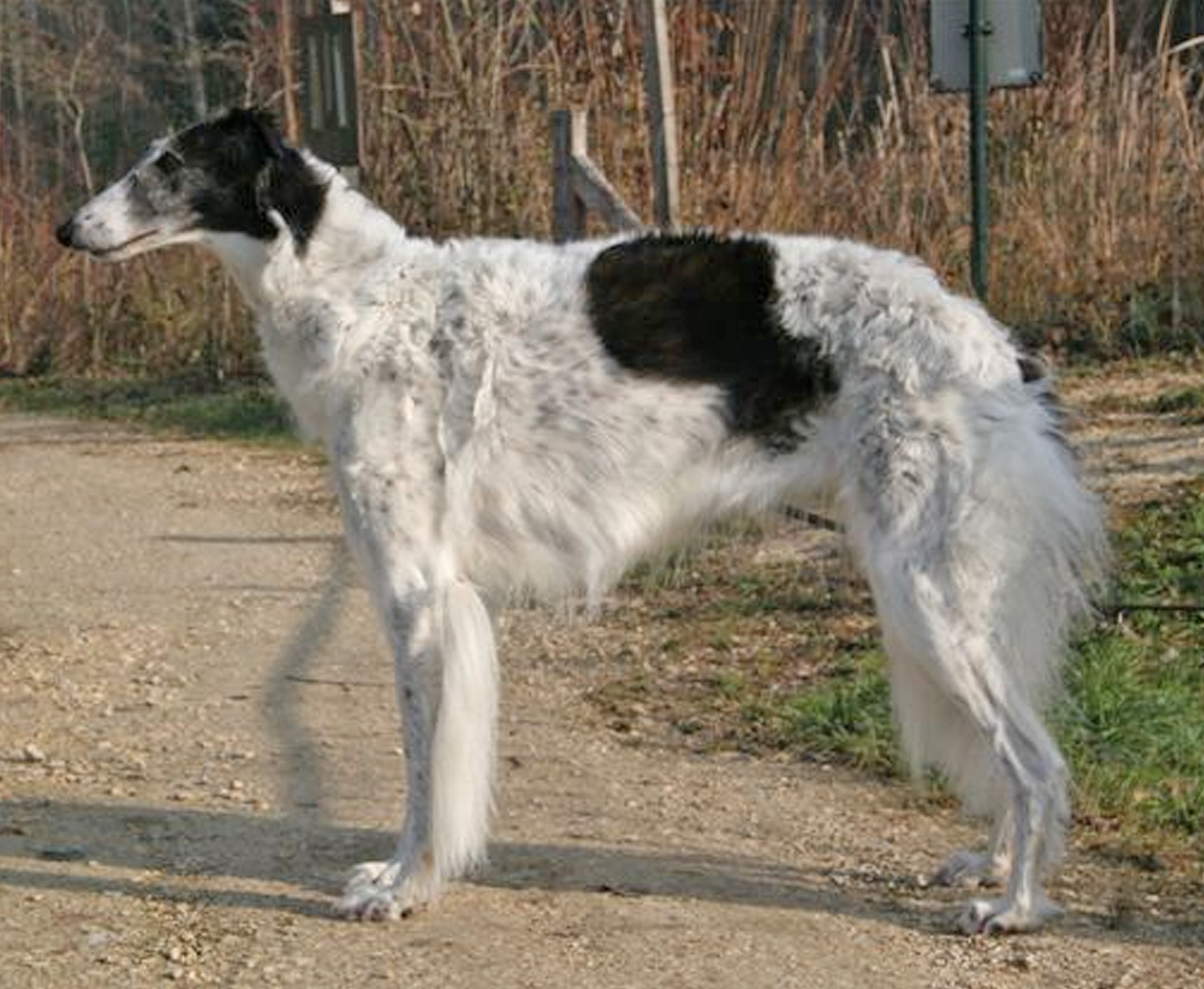
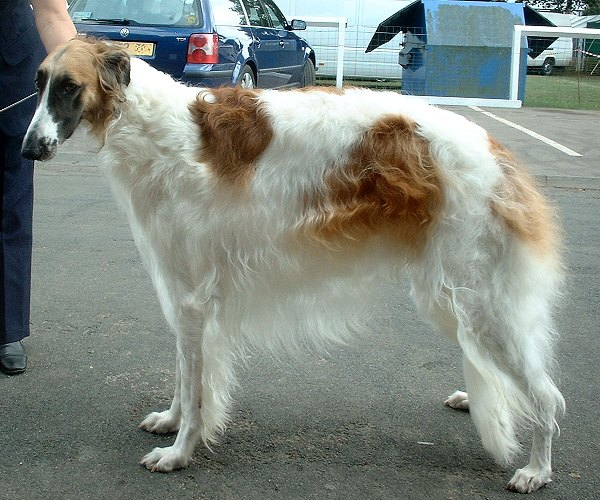